# Мяч (линейный корабль)
«Мяч» или «Бал» — парусный корабль Азовского флота Российской империи пятого ранга, построенный кумпанствами князя П. И. Прозоровского и кравчего В. Ф. Салтыкова.

## Описание судна
Построенные для Азовского флота корабли, в числе которых был и «Мяч», первоначально были названы баркалонами (от итал. barca longo — длинная барка), однако фактически соответствовали кораблям 5-го класса по принятой в Европе в конце XVII века классификации и в последующие годы во всех документах числились в качестве кораблей. Представляли собой двух- или трехмачтовые корабли с прямым и косыми парусным вооружением, вооружались 26—46 орудиями различного калибра, включавшие двух-, четырёх-, шестифунтовые орудия и дробовики.
Длина корабля составляла от 36,9 метра, ширина — 8,2—8,23 метра, а осадка — 2,64—2,7 метра. Вооружение судна в разное время могли составлять от 50 до 54 орудий, а экипаж состоял из 215 человек. Девиз корабля: «Коль вяще биен бываю, толь вяще поднимаюся».
Как и все корабли, построенные кумпанствами, отличался несовершенством конструкции и низким качеством выполнения работ по постройке.

## История службы
Корабль «Мяч» был заложен кумпанствами князя П. И. Прозоровского и кравчего В. Ф. Салтыкова на Чижовской верфи в октябре 1690 года и после спуска на воду 22 апреля (3 мая) 1702 года вошёл в состав Азовского флота России. Строительство вёл кораблестроитель А. Мейер.
В апреле 1702 года корабль был переведён из Чижовки в устье Дона.
В 1710 году корабль «Мяч» был разобран в районе села Трушкино.

### Комментарии
1. ↑  121 фут[2].
2. ↑  27 футов[2].
3. ↑  8 футов 10 дюймов[2].